# St. Augustine, Illinois
St. Augustine là một làng thuộc quận Knox, tiểu bang Illinois, Hoa Kỳ. Năm 2010, dân số của làng này là 120 người.

## Dân số
Dân số qua các năm:
- Năm 2000: 152 người.
- Năm 2010: 120 người.